# Maxime Méderel
Maxime Méderel (Limoges, 19 de septiembre de 1980) es un ciclista francés que fue profesional entre 2005 y 2015.
Debutó como profesional en 2005. Estuvo varias temporadas en la estructura del equipo en que debutó, el Auber 93, excepto la temporada 2008 cuando militó en la escuadra francesa del Crédit Agricole y desde 2012.

## Palmarés
2005
- Paris-Mantes-en-Yvelines

2011
- 1 etapa del Tour de Bretaña

## Resultados en Grandes Vueltas
Durante su carrera deportiva consiguió los siguientes puestos en las Grandes Vueltas:
| Carrera | Carrera         | 2005 | 2006 | 2007 | 2008 | 2009 | 2010 | 2011 | 2012 | 2013 | 2014 | 2015 |
| ------- | --------------- | ---- | ---- | ---- | ---- | ---- | ---- | ---- | ---- | ---- | ---- | ---- |
|         | Giro de Italia  | —    | —    | —    | —    | —    | —    | —    | —    | —    | Ab.  | —    |
|         | Tour de Francia | —    | —    | —    | —    | —    | —    | —    | —    | 52.º | —    | —    |
|         | Vuelta a España | —    | —    | —    | —    | —    | —    | —    | —    | —    | 35.º | —    |

—: no participa 

Ab.: abandono

## Equipos
- Auber 93 (2005-2007)
- Crédit Agricole (2008)
- Auber 93 (2009-2011)
  - Auber 93 (2009)
  - BigMat-Auber 93 (2010-2011)
- Sojasun (2012-2013)
  - Saur-Sojasun (2012)
  - Sojasun (2013)
- Team Europcar (2014-2015)